# Завалищи
Зава́лищи — деревня в Павловском районе Нижегородской области. Входит в состав Таремского сельсовета.

## Уроженцы
Завалищи — родина Героя Советского Союза Максима Ильича Винокурова (1913—1943) 1 Архивировано 12 июня 2012 года..